# Hip Hop JUMP
Hip Hop JUMP는 쟈니즈 Jr. 내의 유닛이다. 현재는 이 유닛으로 활동하고 있지 않다.

## 멤버
- 타나카 쥬리
- 루이스 제시
- 하기야 케이고
- 모로호시 쇼키
- 무라타 리키토
- 카도이 켄토

### 전 멤버
- 모리타 뮤토
- 카뮤 케이드

## 같이 보기
- 쟈니즈 사무소